# Adolf al VIII-lea de Berg
Adolf al VIII-lea (n. cca. 1240 – d. 28 septembrie 1296) a fost conte de Berg de la 1259 până la moarte.
Adolf a fost fiul cel mare al contelui Adolf al VII-lea de Berg cu Margareta de Hochstaden.
În 1259, Adolf a succedat tatălui său în poziția de conte de Berg. Regele Rudolf I de Habsburg i-a permis lui Adolf să mute monetăria la Wipperfürth în 1275. În 1276 Adolf a acordat drepturi cetățenești orășenilor din Ratingen, iar în 1282 celor din Wipperfürth. Adolf a încercat zadarnic să îl impună pe fratele său Conrad, care era preot, ca arhiepiscop de Köln, după moartea lui Engelbert al II-lea de Falkenstein din 1274, în cele din urmă fiind instalat în această poziție Siegfried al II-lea de Westerburg.
În 1279, unchiul lui Adolf, ducele Waleran al IV-lea de Limburg a murit lăsând o fiică, Ermengarda, soție a contelui Reginald I de Geldern. Când Ermengarda a murit și ea în 1280 fără a avea urmași, soțul ei a pretins ducatul de Limburg pentru sine, cu toate că și Adolf emitea pretenții asupra Limburgului, ca nepotul cel mai mare al lui Waleran. Adolf a încercat fără succes să își revendica pretenția, iar în 1283 el și-a vândut drepturile asupra Limburg către ducele Ioan I de Brabant. Poziția ducelui Ioan și a lui Reginald I au condus în cele din urmă la bătălia de la Worringen din 1288, în care Adolf a sprijinit Brabantul, care a ieșit victorios din confruntare. Arhiepiscopul Siegfried al II-lea de Westerburg a fost capturat și ținut prizonier de către Adolf în castelul Burg din Solingen vreme de 13 luni. Ca rezultat al deznodământului bătăliei, Adolf a mai avut dreptul de a ridica Düsseldorf la rangul de oraș. Prin vicleșug, arhiepiscopul Siegfried a reușit să îl captureze pe Adolf în 1292 și să îl țină în închisoare până la moarte, în 28 septembrie 1296.
În 1249, Adolf s-a logodit cu Elisabeta de Geldern, fiică a contelui Otto al II-lea de Geldern și soră vitregă a lui Reginald I, rivalul lui Adolf pentru Ducatul de Limburg. Elisabeta a murit la 31 martie 1315 și a fost înmormântată alături de soțul ei în biserica de Solingen-Gräfrath. Dat fiind că Adolf și Elisabeta nu au avut urmași, succesiunea asupra comitatului de Berg a revenit fratelui lui Adolf, Wilhelm.